# Limbach (Vogtland)

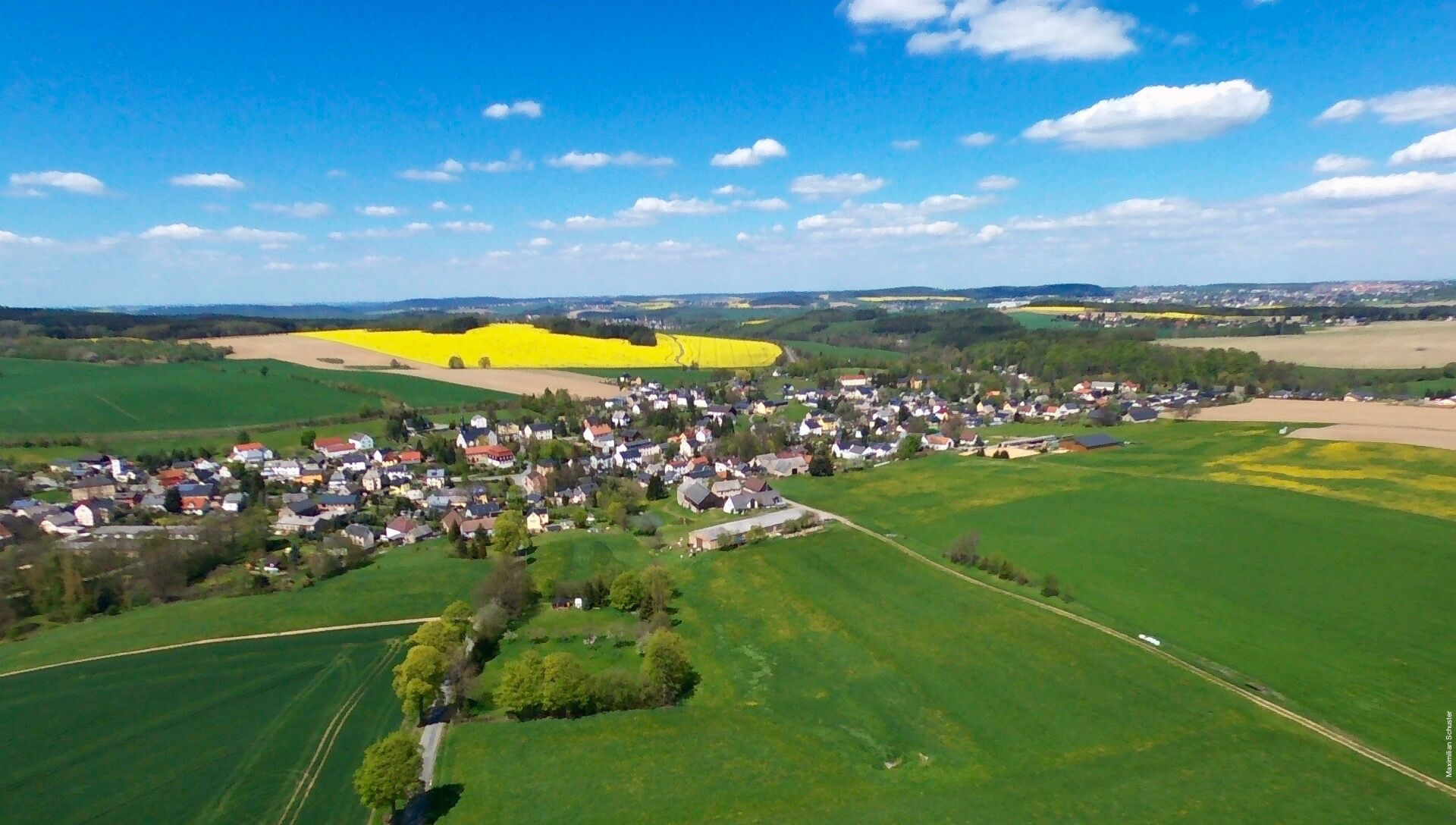
Luftbild von Pfaffengrüner Straße

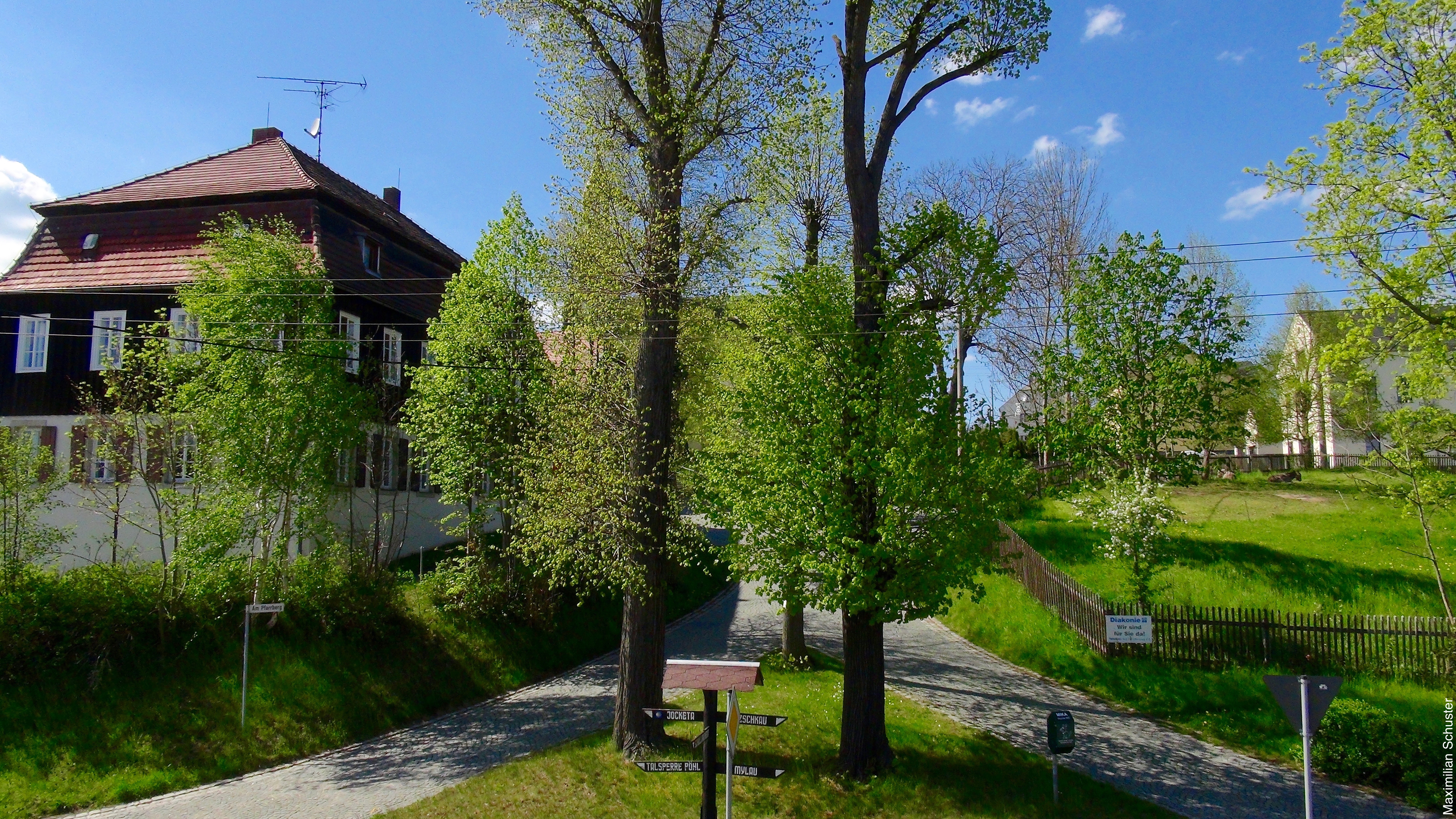
Blick auf das Pfarrhaus in Limbach

Limbach ([ˈlɪmˌbax] ⓘ) ist eine Gemeinde im sächsischen Vogtlandkreis.

## Geographie

### Geographische Lage
Limbach liegt im Osten des Naturraumes Vogtland im sächsischen Teil des historischen Vogtlands. Durch den Hauptort fließt der gleichnamige Limbach, der im nördlich angrenzenden Nachbarort Mylau in die Göltzsch mündet. Die Göltzsch begrenzt das östliche Gemeindegebiet beim Ortsteil Mühlwand.

### Geologie
Im Ortsteil Mühlwand wurde zwischen 1691 und 1826 Alaunschiefer abgebaut. Im mittleren Göltzschtal bei Buchwald wurde früher Gold geschürft.

### Nachbargemeinden
|                  | Stadt Netzschkau                            | Stadt Reichenbach |
| Stadt Elsterberg | Kompassrose, die auf Nachbargemeinden zeigt | Stadt Lengenfeld  |
| Gemeinde Pöhl    |                                             | Stadt Treuen      |

### Ortsgliederung
Zur Gemeinde Limbach gehören die Ortsteile:
- Lauschgrün
- Reimersgrün
- Mühlwand
- Buchwald mit Unterbuchwald

## Geschichte

### Frühe Besiedlung
Wahrscheinlich war der Ort schon vor der Gründung durch fränkische Bauern mit Slawen (Sorben) besiedelt.
1904 wurde von Schullehrer M. Benedikt aus Plauen eine Ringwallinsel (Ringwall) entdeckt. Die Insel hat einen Durchmesser von 20 m und ist von einem 10 m breiten Wallgraben umgeben. Der Wallgraben wurde von dem aus den Fichtenhäusern kommenden Seifenbach gespeist. Ähnliche Ringwallanlagen findet man auch in den umliegenden Orten Christgrün und Kleingera.
Einigen Chroniken vermuten, dass die Ringwallanlagen Opfer-, Gerichts-, Begräbnisplatz und Stammesheiligtum der Sorben waren. Andere Quellen bezeichnen die Ringwallanlagen als Befestigungen, in denen die Neusiedler Schutz suchten. Vielleicht dienten die Ringwallanlagen sowohl den im Rahmen der Ostkolonisation ankommenden Franken sowie den vorher dort siedelnden Slawen.

### Ortsname

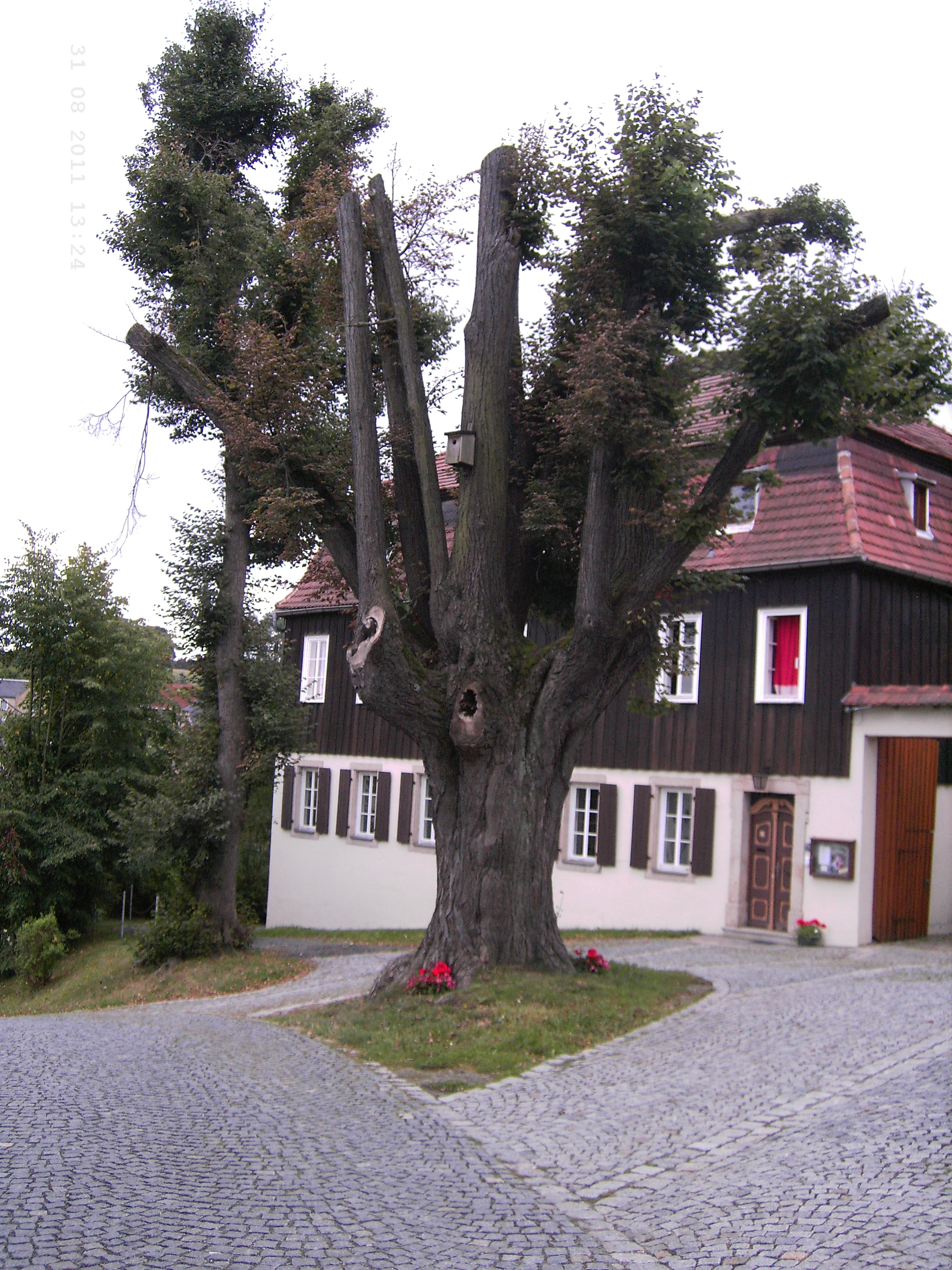
Linde am Pfarrhaus, 1849 als Sühnebaum gepflanzt

Der Name Limbach soll von „Linde am Bach“ (althochdeutsch Linta) oder von Leimbach (althochdeutschen Leim gleich Lehm bzw. Ton) abstammen. Vielleicht brachte auch ein Neusiedler im Rahmen der Ostkolonisation den Namen aus Franken mit. Orte mit der Endung -bach sind nach Sprachwissenschaftlern fränkischen Ursprungs.
Historisch sind folgende Schreibweisen überliefert: 1349 Limpach, 1370 Linpach, 1394 Lymbach, 1460 Limpach, 1529 Lymbach; Limpach, 1791 Limbach, 1875 Limbach bei Treuen.

### Frühe Erwähnungen
Der Name Limbach wird erstmals 1129 urkundlich genannt. Zum Erscheinungsfest am 6. Januar 1772 brannte das Pfarrhaus bis auf die Grundmauern nieder. Bei diesem Brand wurden alle Schriften und Bücher bis auf ein Buch vernichtet.
Der nächste Hinweis auf (Limbach) befindet sich im Nachbarort Wißensande (Weißensand). Am 24. Juni 1274 ist dort ein Bürger aus der Nachbargemeinde Limpach zugezogen, den man Hans Limpach nannte.

### Linden
Vor der Gründung des Ortes siedelten in der Gegend Sorben, die ein besonderes Verhältnis zu Eichen und Linden hatten. Die Einwohner von Limbach hatten auch später zu Lindenbäumen ein besonderes Verhältnis: Dies zeigt das 1932 eingeführte Gemeindesiegel, das eine 13-blättrige Linde über einem Bach zeigt.
Im Ort gab es viele Linden, denn es war Brauch, dass der älteste Sohn bei seiner Hochzeit einen Baum pflanzte. Eine besonders alte Linde steht vor dem Pfarrhaus. Nach der Überlieferung wurde sie 1849 als Sühnebaum von Karl Lohse gepflanzt. Karl war Sohn des Kantors und Lehrers Gottlob Lohse (1809–1852). Karl war in Netzschkau Lehrer. 1848 sprach er auf dem Marktplatz in Treuen und beteiligte 1849 sich an dem Marsch nach Dresden zum Dresdner Maiaufstand. Wegen dieser revolutionären Tätigkeit wurde er seines Amtes enthoben. Um die Existenz seiner Geschwister nicht zu gefährden, tat er Buße und pflanzte die Linde am Pfarrhaus.
Eine weitere bemerkenswerte Linde stand an der Kreuzung Karl-Marx-Straße/Pfaffengrüner Straße/Pfarrberg. Bevor die Bauern ihre Stuten decken ließen, führten sie diese dreimal um die Linde, damit sich die Fruchtbarkeit der Linde auf die Stuten übertrage.

### Geschichte bis zur Gegenwart
Die Grundherrschaft über Limbach lag bis ins 19. Jahrhundert anteilig beim Rittergut Christgrün und dem bereits 1394 erwähnten Rittergut Limbach. Das Rittergut Limbach wiederum gehörte zur Herrschaft Elsterberg, die als Folge des Vogtländischen Krieges von 1354–57 von den Lobdeburgern unter die Lehenshoheit der Wettiner kam und im 16. Jahrhundert in das Amt Plauen eingegliedert wurde.
Limbach gehörte bis 1856 zum kursächsischen bzw. königlich-sächsischen Amt Plauen. 1856 wurde der Ort dem Gerichtsamt Treuen und 1875 der Amtshauptmannschaft Auerbach angegliedert.
Durch die erste Kreisreform in der DDR kam die Gemeinde Limbach im Jahr 1950 zum Kreis Plauen, wurde jedoch durch die zweite Kreisreform in der DDR im Jahr 1952 dem Kreis Reichenbach im Bezirk Chemnitz (1953 in Bezirk Karl-Marx-Stadt umbenannt) angegliedert, der ab 1990 als sächsischer Landkreis Reichenbach weitergeführt wurde und im Jahr 1996 im Vogtlandkreis aufging.

### Eingemeindungen
| Ehemalige Gemeinde         | Datum der Eingemeindung | Anmerkung                              |
| -------------------------- | ----------------------- | -------------------------------------- |
| Buchwald mit Unterbuchwald | 1. April 1974           |                                        |
| Lauschgrün                 | 1. Januar 1994          |                                        |
| Mühlwand                   |                         | entstand um 1816 in der Limbacher Flur |
| Reimersgrün                | 1. Januar 1994          |                                        |

### Einwohnerentwicklung
1557 lebten in Limbach 36 besessene Mann, 3 Gärtner und 28 Inwohner. 1764 waren es 39 besessene Mann, 8 Gärtner und 36 Häusler.
Entwicklung der Einwohnerzahl (31. Dezember):
| - 1824: 0 851 - 1871: 1.244 - 1890: 1.629 - 1910: 1.629 | - 1925: 1.684 - 1939: 1.824 - 1946: 1.973 - 1950: 2.004 | - 1964: 1.733 - 1990: 1.311 - 1998: 1.638 - 1999: 1.644 | - 2000: 1.644 - 2001: 1.634 - 2002: 1.620 - 2003: 1.597 | - 2004: 1.614 - 2007: 1.565 - 2008: 1.563 - 2012: 1.512 | - 2013: 1.493 - 2019: 1.427 |

1910 war Limbach unter den 69 Kommunen der Amtshauptmannschaft Auerbach auf Rang 20 der Einwohnerstatistik.

## Politik

### Gemeinderat
Seit der Gemeinderatswahl am 9. Juni 2024 verteilen sich die 10 Sitze des Gemeinderates folgendermaßen auf die einzelnen Gruppierungen:
- Freie Wählervereinigung Limbach (FWVL): 9 Sitze
- CDU: 1 Sitz

In der Sitzverteilung ergab sich im Vergleich zu 2019 keine Änderung.
| Gemeinderat ab 2024Insgesamt 10 Sitze - FWVL: 9 - CDU: 1 | Wahlvorschlag                   | 2024   | 2024   | 2019   | 2019   | 2014   | 2014   |
| Gemeinderat ab 2024Insgesamt 10 Sitze - FWVL: 9 - CDU: 1 | Wahlvorschlag                   | Sitze  | in %   | Sitze  | in %   | Sitze  | in %   |
| Gemeinderat ab 2024Insgesamt 10 Sitze - FWVL: 9 - CDU: 1 | Freie Wählervereinigung Limbach | 9      | 90,4   | 9      | 78,6   | 6      | 57,4   |
| Gemeinderat ab 2024Insgesamt 10 Sitze - FWVL: 9 - CDU: 1 | CDU                             | 1      | 9,6    | 1      | 13,3   | 3      | 33,4   |
| Gemeinderat ab 2024Insgesamt 10 Sitze - FWVL: 9 - CDU: 1 | SPD                             | –      | –      | –      | 8,1    | 1      | 9,2    |
| Gemeinderat ab 2024Insgesamt 10 Sitze - FWVL: 9 - CDU: 1 | Wahlbeteiligung                 | 75,5 % | 75,5 % | 70,4 % | 70,4 % | 60,5 % | 60,5 % |

### Bürgermeister
Jens Göbel wurde im Juli 2022 als neuer Bürgermeister gewählt.
| Wahl | Bürgermeister | Vorschlag | Wahlergebnis (in %) |
| ---- | ------------- | --------- | ------------------- |
| 2022 | Jens Göbel    | FWV       | 55,2                |
| 2015 | Bernd Damisch | Damisch   | 99,2                |
| 2008 | Bernd Damisch | Damisch   | 98,3                |
| 2001 | Bernd Damisch | Damisch   | 99,5                |

## Kultur und Sehenswürdigkeiten

### Museen
- Alaunwerk Mühlwand[15]
- Vogtländisches Goldmuseum und Naturalienkabinett in Buchwald[16]

### Bauwerke

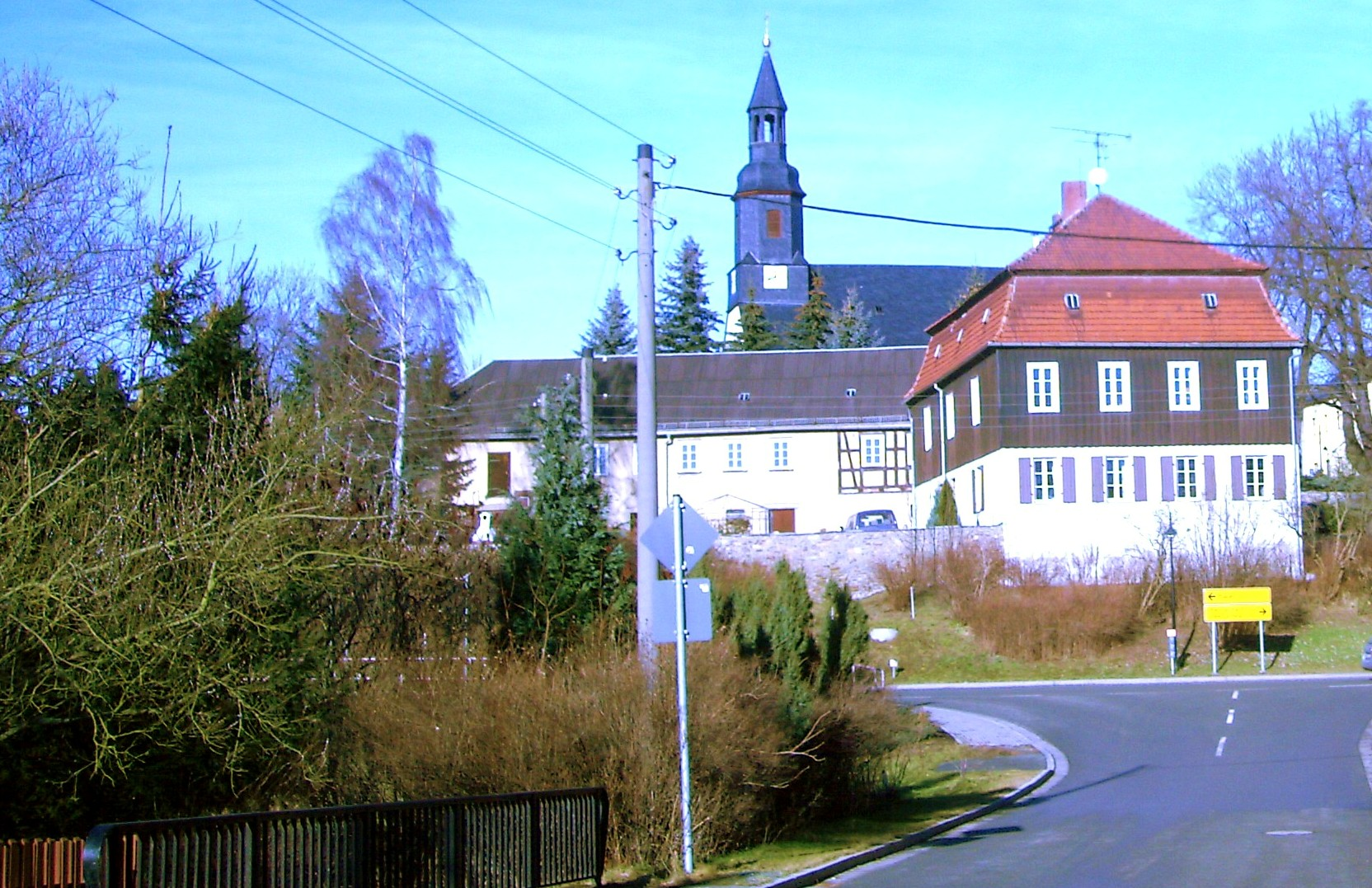
Kirche Michaelis mit Pfarrhaus und Wirtschaftsgebäude – Aufn. Fbr. 2008

Die Limbacher Kirche des 14. Jahrhunderts wurde im 18. Jahrhundert erneuert und erhielt ein barockes Pfarrhaus. Der Altar wurde von Charles Crodel gestiftet.

### Naturschutz
- Siehe auch: Liste der Naturdenkmale in Limbach (Vogtland)

### Gedenkstätten

#### Grabmal

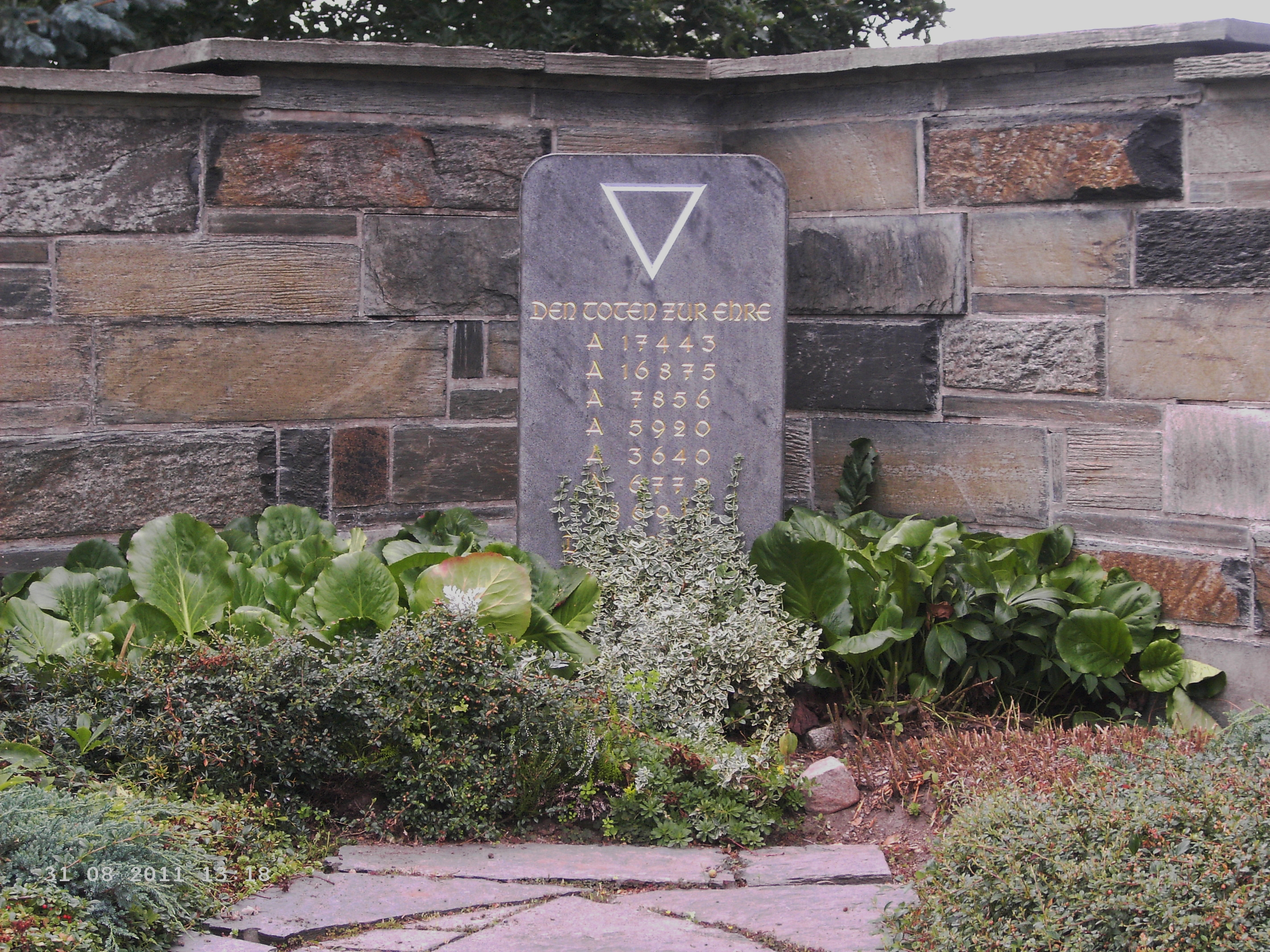
Grabmal von KZ-Häftlingen

Ein Gedenkstein auf dem Ortsfriedhof erinnert an sieben unbekannte KZ-Häftlinge, die im Frühjahr 1945 tot aus dem Transportzug eines Todesmarsches geworfen und hier begraben wurden. Der Zug bestand aus offenen Waggons und hatte eine SS-Wachmannschaft; er kam aus Richtung Plauen und fuhr in Richtung Reichenbach. Die Toten wurden entlang des Bahndammes eingesammelt und mit einem Pferdeschlitten zum Friedhof gebracht. Nach Aussagen von Walter Wolf musste der Zug in Reichenbach halten. Die Häftlinge hatten an Blechbüchsen Schnüre befestigt und versuchten damit Schnee vom Gleisbett zu holen. Auf dem Bahnhof soll es nach Angaben des Augenzeugen Erschießungen gegeben haben.

#### Radkreuzstein

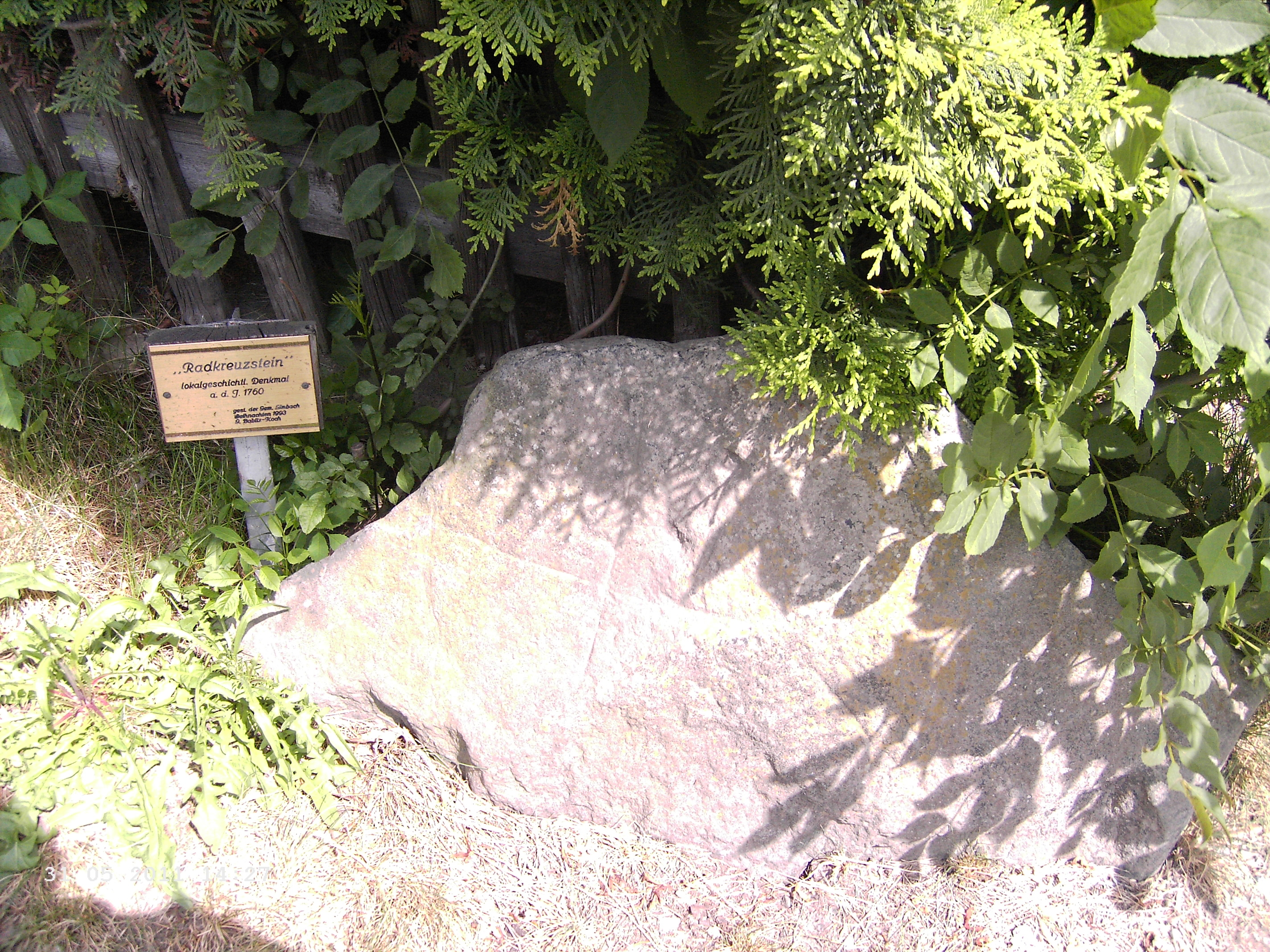
Radkreuzstein

Ein Radkreuzstein (Sühnestein) befindet sich an dem Verbindungssteg Karl-Marx-Straße und Pestalozzistraße. Auf dem unbearbeiteten Diabasstein ist beiderseits ein Radkreuz eingeritzt. Ortschronist Alfred Leistner teilte 1963 mit, dass er glaube, es handelt sich um einen Gedenkstein. An dieser Stelle soll 1740 ein Kind überfahren worden sein. Im Gerichtsbuch von Treuen steht dazu folgendes: Kauf- u. Lehnbrief: Jahannen Renigen Erlerin über den von der Gemeinde Limbach concedierten Haus Platz 16.10175....neben Gottfrieds Denners Garten ohnweit des Dorfes ++ Teich bis an den Stein ehedem ein Kind totgefahren wurde...

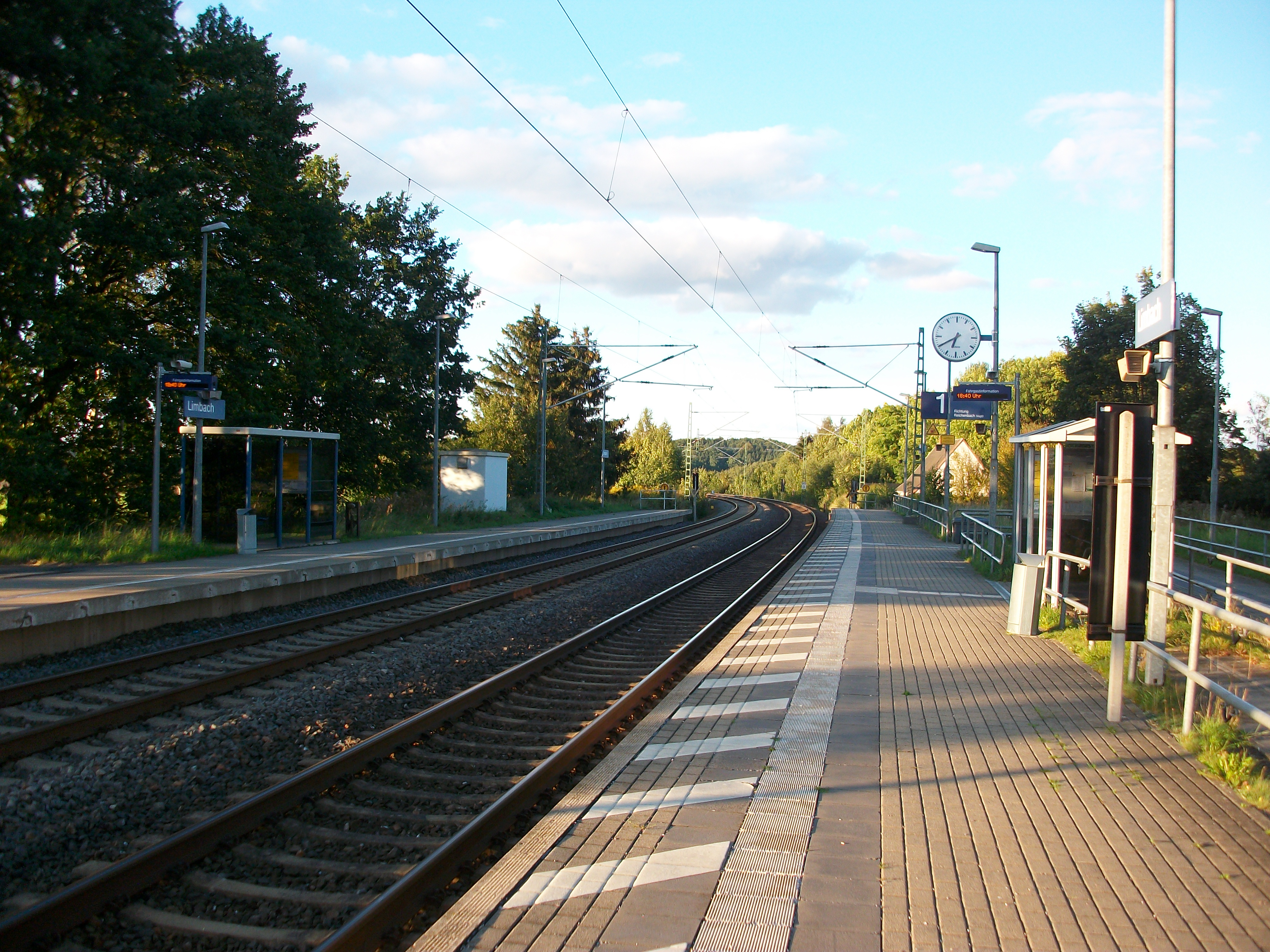
Haltepunkt Limbach (Vogtl), Blick Richtung Reichenbach (2017)

## Verkehr
Der Haltepunkt Limbach (Vogtl) liegt an der Bahnstrecke Leipzig–Hof (Sachsen-Franken-Magistrale) und wird im Nahverkehr von der Vogtlandbahn bedient. Zwischen 1903 und 1966 hatte der Ortsteil Mühlwand mit einer Haltestelle Anschluss an die Bahnstrecke Lengenfeld–Göltzschtalbrücke.
Limbach ist über die zweistündliche TaktBus-Linie 83 des Verkehrsverbunds Vogtland mit Reichenbach, Netzschkau und Treuen verbunden. Diese Linie nimmt am Rendezvous-Knoten auf dem Postplatz in Reichenbach teil.
Durch die Ortsteile Lauschgrün und Buchwald führt die inzwischen herabgestufte, ehemalige Bundesstraße 173.

## Söhne und Töchter der Gemeinde
- Albert Paust (1889–1964), Bibliothekar
- Gerd Bonk (1951–2014), Gewichtheber